# Incomparable (альбом Dead by April)
Incomparable (в пер. с англ. Несравненная) — второй студийный альбом шведской метал-группы Dead by April, выпущенный 21 сентября 2011 года лейблами Universal Music Group и Spinefarm. Этот альбом является первым для вокалиста Сандро Сантьяго и последним для вокалиста Джимми Стримелла, покинувшего в марте 2013 года из-за разногласия с участниками группы.

## Создание
После выпуска в 2009 году своего одноименного альбома Dead by April гастролировала по всей Европе в его поддержку. 23 апреля 2010 года на официальной странице группы в MySpace было объявлено о том, что второй вокалист и гитарист группы Понтус Хьельм покинул группу, для того чтобы заняться написанием своих песен. Заменой Понтуса в качестве второго вокалиста стал Сандро Сантьяго. Тем не менее Понтус продолжил писать музыку и тексты песен для группы. В конце 2010 года последний гитарист группы Йохан Олссон покинул Dead by April по личным обстоятельствам, желая заняться работой над своей собственной линией одежды. В одном из своих интервью Йохан сказал: «Мне нравилось работать с Dead by April, но я никогда не был вовлечен в процесс написания песен, я хотел делать что-то сам, а это было не в стиле группы». В связи с изменениями в составе группы, Понтус участвовал в записи альбома в качестве сессионного музыканта до его возвращения в состав в марте 2012 года.
Работу над новым альбомом группа начала в июле 2010 года. Во втором квартале 2011 года началась стадия сведения, которая продлилась до 19 апреля того же года. 4 июля группа опубликовала название альбома, Incomparable, а 11 июля дату его выхода — 21 сентября. В августе работа над альбомом была полностью завершена, и Dead by April поделились информацией о нём. Они подтвердили, что Якоб Хеллнер, известный по работе с группой Rammstein, присоединился к проекту в качестве исполнительного продюсера. Комментируя свой новый альбом и работу над ним группа сказала: «Запись нового материала на данный момент закончена, и мы поражены тем, что у нас получилось — наши новые треки находятся за гранью того, что мы делали раньше, и даже превосходят наш дебют! Якоб Хеллнер предал нашей музыке ту „тяжесть“, к которой мы всегда стремились… Мы очень взволнованны, и не можем дождаться того момента, когда наши фанаты, или кто угодно ещё, услышат то, что у нас получилось!».

## Выпуск и продвижение
В августе 2010 года Dead by April выпустили минутный тизер песни «Within My Heart». В начале 2011 года группа выпустила свой первый сборник Stronger, который включал в себя демоверсию песни «More Than Yesterday», позже включенную в альбом. Первым официальным синглом из Incomparable стала песня «Within My Heart», вышедшая 21 мая 2011 года; сингл содержал две дополнительные песни, одна из которых («Two Faced») также была включена в альбом.
Выход второго сингла — «Calling», состоялся 19 сентября того же года, он содержал в себе две версии песни «Calling» (альбомную и радио-версию, где Джимми спел чистым вокалом свои партии скриминга) и ремикс на песню «Within My Heart». Третий сингл — «Lost» — был выпущен 19 сентября, и кроме оригинальной композиции включал в себя ещё и ремикс песни «Promise Me» с предыдущего альбома группы. Четвёртый, и последний, сингл — «Crossroads» — был выпущен 22 января 2013 года. На все синглы, за исключением «Within My Heart», были сняты видеоклипы.
21 сентября 2011 года состоялся официальный релиз Incomparable. В начале 2012 года была издана новая версия альбома, которая, помимо всех композиций из оригинального издания, включала в себя три дополнительных трека: «Unhateable», «Mystery» и «Painting Shadows». Песня "Mystery" выпущена в качестве сингла 26 февраля 2012 года для участия в конкурсе песен Melodifestivalen для определения представителя Швеции на Евровидении-2012 в Баку.

## Мнения критиков
Обозреватель шведского журнала HD присудил пластинке 1 звезду из 5 возможных. Он назвал Incomparable «неудачным примером бой-бэнда, исполняющего метал». Джон О’Брайен, из Allmusic, присудил диску 2.5 звезды из 5. По его мнению Incomparable — «один из самых интересных альбомов из тех, что за последнее время появились на растущей шведской рок-сцене, даже несмотря на то, что за её пределами на него, скорее всего, мало кто обратит внимание».

## Список композиций
Слова и музыка всех песен — Джимми Стримелл и Понтус Хьельм, за исключением отмеченного.
| №                   | Название              | Автор(ы)                      | Перевод             | Длительность |
| ------------------- | --------------------- | ----------------------------- | ------------------- | ------------ |
| 1.                  | «Dreaming»            |                               | Сплю                | 4:15         |
| 2.                  | «Real & True»         |                               | Реальность и правда | 3:06         |
| 3.                  | «Within My Heart»     |                               | В моём сердце       | 3:25         |
| 4.                  | «More Than Yesterday» |                               | Больше, чем вчера   | 3:30         |
| 5.                  | «Calling»             |                               | Зову                | 3:37         |
| 6.                  | «Two Faced»           |                               | Двуличный           | 3:04         |
| 7.                  | «Crossroads»          | Понтус Хьельм, Роберт Хаболин | Перекресток         | 2:56         |
| 8.                  | «Incomparable»        |                               | Несравненная        | 3:23         |
| 9.                  | «Too Late»            |                               | Слишком поздно      | 3:14         |
| 10.                 | «You Should Know»     |                               | Тебе стоит знать    | 3:46         |
| 11.                 | «When You Wake Up»    |                               | Когда ты проснешься | 3:44         |
| 12.                 | «Lost»                |                               | Потерянный          | 3:34         |
| 13.                 | «Last Goodbye»        |                               | Последнее прощание  | 3:19         |
| Общая длительность: | Общая длительность:   | Общая длительность:           | Общая длительность: | 44:53        |

| №   | Название           | Длительность |
| --- | ------------------ | ------------ |
| 14. | «Painting Shadows» | 3:34         |

| №   | Название           | Длительность |
| --- | ------------------ | ------------ |
| 14. | «Mystery»          | 2:58         |
| 15. | «Painting Shadows» | 3:34         |
| 16. | «Unhateable»       | 3:00         |

## Участники записи
| Dead by April - Джимми Стримелл — экстремальный и чистый вокал - Сандро Сантьяго — чистый вокал - Маркус Весслен — бас-гитара - Александер Свеннингсон — ударные, перкуссия | Дополнительный персонал - Понтус Хьельм — соло-гитара, ритм-гитара, бэк-вокал, клавишные, дополнительное продюсирование - Питер Мэнсон — акустическая гитара - Эрик Эрвинден — струнные - Якоб Хеллнер — исполнительный продюсер, программирование, мастеринг - Стефан Глаумэн — микширование, дополнительное продюсирование - Питер Мэнсон — микширование, дополнительное продюсирование - Мэтс Лимпан Линдфорс — мастеринг |

## Позиции в чартах
| Страна | Наивысшая позиция |
| ------ | ----------------- |
| Швеция | 2                 |
| Япония | 118               |

## История издания
| Территория | Дата              | Лейбл                            | Формат                                           | Каталог           | Ссылка        |
| ---------- | ----------------- | -------------------------------- | ------------------------------------------------ | ----------------- | ------------- |
| США        | 21 сентября, 2011 | Universal Music Group, Spinefarm | CD, цифровая загрузка, лимитированное CD издание | B00599UF4S        | [ 17 ]        |
| Япония     | 21 сентября, 2011 | Universal Music Group, Spinefarm | CD, цифровая загрузка, лимитированное CD издание | 4988005676054     | [ 18 ] [ 19 ] |
| Европа     | 26 сентября, 2011 | Universal Music Group, Spinefarm | CD, цифровая загрузка, лимитированное CD издание | B00599UF4S        | [ 20 ]        |
| Мир        | 21 сентября, 2011 | Universal Music Group, Spinefarm | LP                                               | UNI-0602527-79043 | [ 21 ]        |